# Дьетваи, Ласло
Ла́сло Дье́тваи (венг. Gyetvai László; 11 декабря 1918, Зволен, — 28 августа 2013, Будапешт) — футболист, левый крайний нападающий, позже — тренер. После смерти Гезы Калочаи 26 сентября 2008 года был старейшим футболистом сборной Венгрии.

## Ранние годы
В семье Дьетваи было восемь детей, отец Ласло был железнодорожником. После того, как был подписан Трианонский договор, семья переехала в Будапешт. Отец Ласло стал работать на городском вокзале.

## Карьера игрока

### «Ференцварош»
В 1933 году он стал футболистом «Ференцвароша», пройдя отбор, где участвовали более чем 200 детей. Впоследствии он прошёл через детскую, молодёжную и любительскую команды, и в 1937 году подписал профессиональный контракт. Первый матч в профессиональном футболе он сыграл 4 июля 1937 года против «Фёрст Вена» в рамках Кубка Митропы, «Ференцварош» выиграл со счётом 2:1. 29 августа 1937 года он дебютировал в чемпионате, соперником был «Немзети», команда Дьетваи одержала волевую победу со счётом 5:4. К 1948 году он сыграл за «Ференцварош» в общей сложности 230 матчей (161 — в чемпионате, девять — в кубке, 13 — в международных турнирах, 12 прочих внутренних матчей и 35 международных товарищеских матчей) и забил 88 голов (67 — в чемпионате, 21 — в других соревнованиях). Дьетваи получил частичный разрыв мышц. После нескольких сыгранных матчей травмы повторялись, и он закончил свою футбольную карьеру.

### Национальная сборная
Между 1938 и 1942 годами он сыграл 17 матчей за сборную и забил три гола, все игры были товарищескими.

## Карьера тренера
Между 1956 и 1959 годами он был главным тренером «Ракошпалотаи». В 1960-х он был тренером резервной команды «Ференцвароша». Одним из наиболее известных его воспитанников был Золтан Варга. Затем в 1980-х Дьетваи был членом совета директоров. В 1993 году он был тренером команды ветеранов «Ференцвароша».

## Статистика выступлений
| Клуб             | Сезон            | Лига | Лига | Кубок Венгрии | Кубок Венгрии | Кубок Митропы | Кубок Митропы | Итого | Итого | Товарищеские матчи | Товарищеские матчи | Всего | Всего |
| Клуб             | Сезон            | Игры | Голы | Игры          | Голы          | Игры          | Голы          | Игры  | Голы  | Игры               | Голы               | Игры  | Голы  |
| ---------------- | ---------------- | ---- | ---- | ------------- | ------------- | ------------- | ------------- | ----- | ----- | ------------------ | ------------------ | ----- | ----- |
| Ференцварош      | 1936/37          | 0    | 0    | -             | -             | 3             | 0             | 3     | 0     | 0                  | 0                  | 3     | 0     |
| Ференцварош      | 1937/38          | 4    | 1    | -             | -             | 0             | 0             | 4     | 1     | 1                  | 1                  | 5     | 2     |
| Ференцварош      | 1938/39          | 23   | 17   | -             | -             | 6             | 0             | 29    | 17    | 3                  | 0                  | 32    | 17    |
| Ференцварош      | 1939/40          | 19   | 9    | -             | -             | 4             | 1             | 23    | 10    | 13                 | 3                  | 36    | 13    |
| Ференцварош      | 1940/41          | 26   | 15   | 1             | 1             | -             | -             | 27    | 16    | 7                  | 4                  | 34    | 20    |
| Ференцварош      | 1941/42          | 24   | 9    | 2             | 0             | -             | -             | 26    | 9     | 5                  | 5                  | 31    | 14    |
| Ференцварош      | 1942/43          | 12   | 0    | 4             | 1             | -             | -             | 16    | 1     | 5                  | 1                  | 21    | 2     |
| Ференцварош      | 1943/44          | 6    | 4    | 2             | 1             | -             | -             | 8     | 5     | 0                  | 0                  | 8     | 5     |
| Ференцварош      | 1944/45          | 0    | 0    | -             | -             | -             | -             | 0     | 0     | 0                  | 0                  | 0     | 0     |
| Ференцварош      | 1944             | 1    | 0    | -             | -             | -             | -             | 1     | 0     | 0                  | 0                  | 1     | 0     |
| Ференцварош      | 1945             | 16   | 3    | -             | -             | -             | -             | 16    | 3     | 0                  | 0                  | 16    | 3     |
| Ференцварош      | 1945/46          | 15   | 5    | 0             | 0             | -             | -             | 15    | 5     | 3                  | 0                  | 18    | 5     |
| Ференцварош      | 1946/47          | 9    | 3    | -             | -             | -             | -             | 9     | 3     | 4                  | 1                  | 13    | 4     |
| Ференцварош      | 1947/48          | 6    | 1    | -             | -             | -             | -             | 6     | 1     | 7                  | 2                  | 13    | 3     |
| Всего за карьеру | Всего за карьеру | 161  | 67   | 9             | 3             | 13            | 1             | 183   | 71    | 48                 | 17                 | 231   | 88    |